# Штанов, Василий Петрович
Василий Петрович Штанов (19 июня 1946, Москва) — советский футболист, выступавший на позиции защитника. Сыграл 5 матчей в высшей лиге СССР.

## Биография
Воспитанник футбольной школы московского «Динамо». С 1964 года выступал за дубль команды, всего за следующие пять сезонов принял участие в 115 матчах турнира дублёров. В основной команде бело-голубых дебютировал 19 июля 1966 года в матче высшей лиги против минских одноклубников, выйдя на замену на 82-й минуте вместо Бориса Коха. Всего в высшей лиге сыграл пять матчей — один в 1966 году и 4 — в 1967-м. Весной 1967 года в составе «Динамо» участвовал в предсезонном турнире «Подснежник», а осенью того же года — в турне по Южной Америке, всего сыграл не менее 9 неофициальных матчей.
В 1969—1970 годах выступал за клубную команду «Динамо» в соревнованиях коллективов физкультуры, также играл за московскую «Стрелу». В 1971—1972 годах выступал за барнаульское «Динамо». Единственный гол в соревнованиях команд мастеров забил 5 сентября 1971 года в ворота ангарского «Старта».
Дальнейшая судьба неизвестна.